# Heptacarpus stimpsoni
Heptacarpus stimpsoni är en kräftdjursart som beskrevs av Lipke Bijdeley Holthuis 1947. Heptacarpus stimpsoni ingår i släktet Heptacarpus och familjen Hippolytidae. Inga underarter finns listade i Catalogue of Life.